# Marco Kurth
Marco Kurth (ur. 18 sierpnia 1978 w Eisleben) – niemiecki piłkarz występujący na pozycji defensywnego pomocnika. W barwach Energie Cottbus rozegrał osiem meczów w Bundeslidze.